# Thomas Noguchi

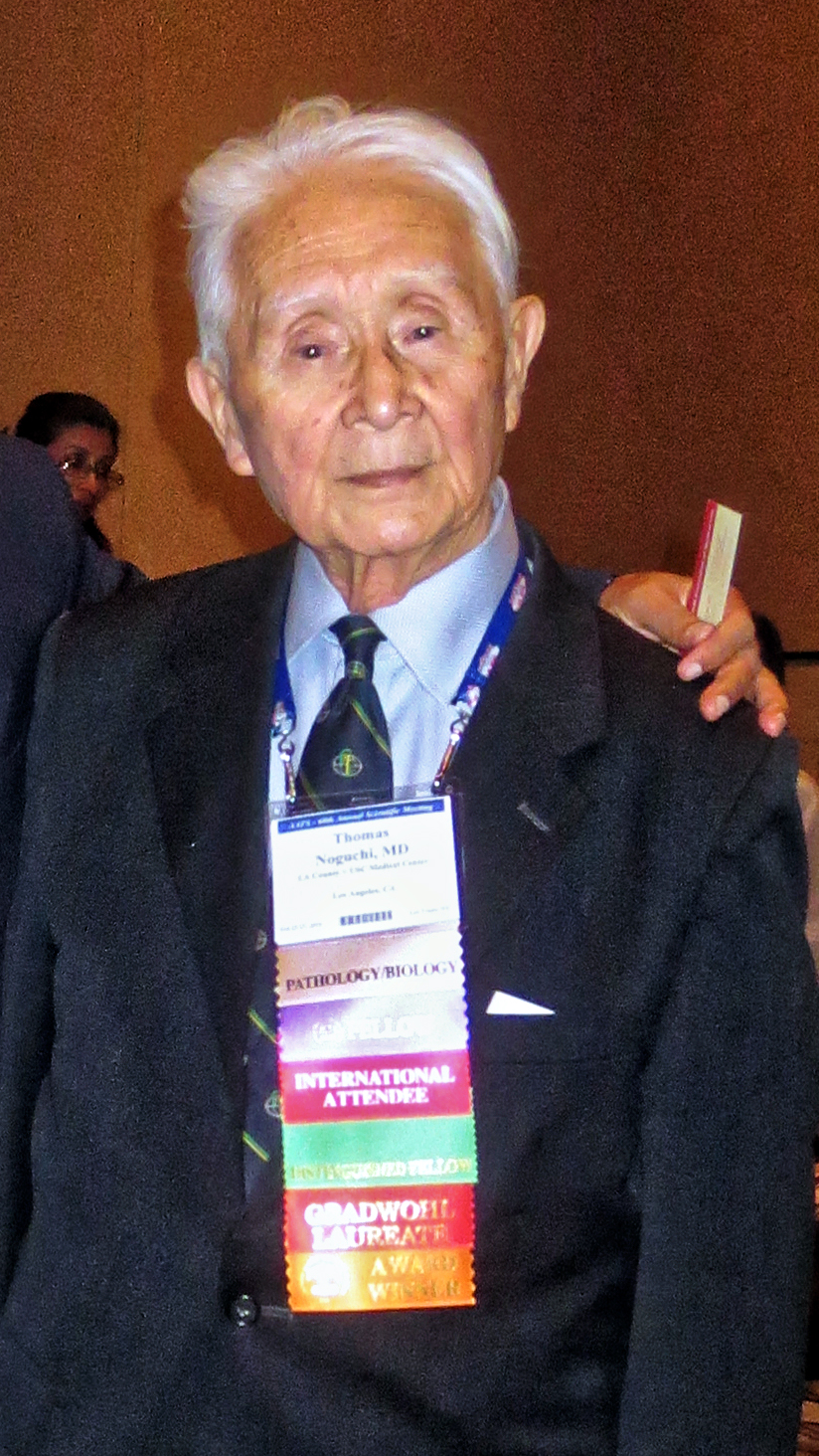
Thomas Noguchi auf einer forensischen Konferenz in Las Vegas (2016)

Thomas T. Noguchi, geboren als Tsunetomi Noguchi (jap. 野口 恒富, Noguchi Tsunetomi; * 4. Januar 1927 in der Präfektur Fukuoka, Japan) ist ein US-amerikanischer Forensiker. 

## Leben und Karriere
Thomas Noguchi studierte von 1944 bis 1951 Medizin an der Privatuniversität Nippon Medical School in Tokio. Nach seinem Abschluss arbeitete er ein Jahr am Universitätskrankenhaus von Tokio, ehe er in die Vereinigten Staaten auswanderte. Hier arbeitete er zunächst als Forensiker am Orange County General Hospital in Orange County. Ab 1962 war er für das Los Angeles County als Forensiker tätig, 1967 übernahm er die Leitung der Gerichtsmedizin des Countys.
Über Fachkreise hinaus wurde Noguchi vor allem durch seine Obduktionen von berühmten Persönlichkeiten bekannt, die er vor allem zwischen den 1960er- und 1980er-Jahren als Gerichtsmediziner des Los Angeles County durchführte. Er führte Obduktionen an zum Teil unter geheimnisvollen Umständen verstorbenen Berühmtheiten wie Marilyn Monroe, Robert F. Kennedy, Janis Joplin, Natalie Wood, William Holden, John Belushi, Sharon Tate, Albert Dekker, Inger Stevens, Gia Scala und Divine durch. 1982 verlor Noguchi seinen Leistungposten in der Gerichtsmedizin des Countys. Hintergrund seiner Degradierung waren Vorwürfe des Missmanagements, aber auch, dass er bei berühmten Todesfällen sensationsheischende oder unangebrachte Statements abgegeben habe.
Noguchi blieb danach aber weiter als Gerichtsmediziner tätig. Er lehrte an mehreren Hochschulen und arbeitete als Professor an der California State University und an der University of California, Los Angeles. Bei letzterer war er in späteren Jahren als Leiter des pathologischen Instituts tätig.
1999 bekam er den Orden des Heiligen Schatzes für seine Verdienste um die Forensik in Japan verliehen. 2025 erschien mit Coroner to the Stars ein Dokumentarfilm über sein Leben.

## Schriften
- Coroner. 1983
  - Der Coroner. Der Gerichts-Mediziner von Los Angeles und die toten Stars. Bastei-Verlag Lübbe, Bergisch Gladbach 1988, ISBN 3-404-13153-3
- Coroner at Large. 1985

Dr. Eric Parker 
Romane in Zusammenarbeit mit Arthur Lyons
- Unnatural Causes, USA: Diamond Books 10/1989, UK: Pan Books 2/1991
- Physical Evidence, USA: Jove Pubns 10/1990